# ロバート・アーバスノット (第3代アーバスノット子爵)
第3代アーバスノット子爵ロバート・アーバスノット（英語: Robert Arbuthnott, 3rd Viscount of Arbuthnott、1661年10月8日（洗礼日） – 1694年8月）は、スコットランド貴族。

## 生涯
第2代アーバスノット子爵ロバート・アーバスノットと1人目の妻エリザベス・キース（1664年2月没、第7代マリシャル伯爵ウィリアム・キースの娘）の息子として生まれ、1661年10月8日に洗礼を受けた。
1682年6月16日に父が死去すると、アーバスノット子爵の爵位を継承した。
1694年8月に死去、長男ロバートが爵位を継承した。

## 家族
1683年5月3日、アン・ゴードン（1695年6月没、第15代サザーランド伯爵ジョージ・ゴードンの娘）と結婚、下記の子女を儲けた。
- ロバート（1686年 – 1710年） - 第4代アーバスノット子爵
- ジョン（1692年 – 1756年） - 第5代アーバスノット子爵

## 関連図書
- Cokayne, George Edward; Gibbs, Vicary, eds. (1910). Complete peerage of England, Scotland, Ireland, Great Britain and the United Kingdom, extant, extinct or dormant (Ab-Adam to Basing) (英語). Vol. 1 (2nd ed.). London: The St. Catherine Press, Ltd. p. 185.

| スコットランドの爵位          | スコットランドの爵位               | スコットランドの爵位          |
| ----------------------------- | ---------------------------------- | ----------------------------- |
| 先代 ロバート・アーバスノット | アーバスノット子爵 1682年 – 1694年 | 次代 ロバート・アーバスノット |